# 日東通信機
日東通信機株式会社は、東京都世田谷区に本社を置き、電気通信工事を行っていた日本の企業。TCSホールディングス株式会社の完全子会社であった。

## 概要
日東通信株式会社は、主に光通信装置、デジタル多重化装置、デジタル信号処理装置、ルータ装置、ATM装置、放送映像装置等の設計・製造・検査および修理を主に行う。福島に工場がある。
2017年5月31日に東京地方裁判所に会社更生法の適用を申請し、即日受理された。旧経営陣は前日の5月30日を以って退陣し、今後は新経営陣によってDIP型会社更生手続（裁判所の監督のもとで申請時の経営陣等が管財人として経営を行う会社更生手続）による再建を図る。
2017年12月28日にTCSホールディングスと支援スポンサー契約を締結。TCSホールディングスは2018年5月8日付で当社を完全子会社化し、同年7月31日に会社更生手続が終結した。
2024年10月1日付で北部通信工業と共にセコニックへ吸収合併され、日東通信機は解散した。

## 沿革
- 1952年（昭和27年）- 東京都目黒区にて創立。
- 1964年（昭和39年）- 有線通信装置設計・生産開始。
- 1968年（昭和43年）- 福島県福島市に福島工場設立。
- 1970年（昭和45年）- 本社を東京都世田谷区上用賀等々力へ移転。
- 1971年（昭和46年）- 交換機関連機器設計・生産開始。
- 1981年（昭和56年）- ソフトウエア設計部門設立。
- 1993年（平成5年）- 無線通信装置設計・生産開始。
- 1998年（平成10年）- 福島工場でISO 9002認証を取得。
- 2001年（平成13年）
  - 福島工場がISO 14001:1996認証を取得。
  - 自社製品、OEM製品の開発・生産開始。
- 2002年（平成14年）
  - 放送映像装置の設計・生産開始。
  - 遠隔監視装置の設計・生産開始。
- 2003年（平成15年）
  - 福島工場でISO 9001及びISO14001:2004認証を取得[9][10]。
- 2005年（平成17年）
  - 本社を東京都世田谷区上用賀に移転。
  - 放送映像装置の設計・生産開始。
- 2006年（平成18年）- 環境品質保証マニュアルによる製造開始。
- 2008年（平成20年）- 建設業（電気通信工事業）許可取得[11]。
- 2010年（平成22年）- 有線放送装置の設計・生産開始。
- 2013年（平成25年）- 映像伝送装置の設計・生産開始。
- 2017年（平成29年）- 東京地方裁判所に会社更生法の適用を申請[2]。TCSホールディングスと支援スポンサー契約を締結。
- 2018年（平成30年）- TCSホールディングスの完全子会社となる。会社更生手続終結。
- 2019年（令和元年）- 自社製品インターフェースコンバーター、デジタルパステスタの販売開始。
- 2024年（令和6年） - セコニックへ吸収合併され解散。

## 支店
- 福島工場